# Avion à réaction
Un avion à réaction est un avion propulsé par un moteur à réaction. Apparu peu avant la Première Guerre mondiale, expérimental dans les années 1930, opérationnel à la fin de la Seconde Guerre mondiale, ce type d'avion s'est imposé dans le domaine militaire dans les années 1950 puis, par la suite, dans le domaine civil pour les vols long ou moyen-courrier.

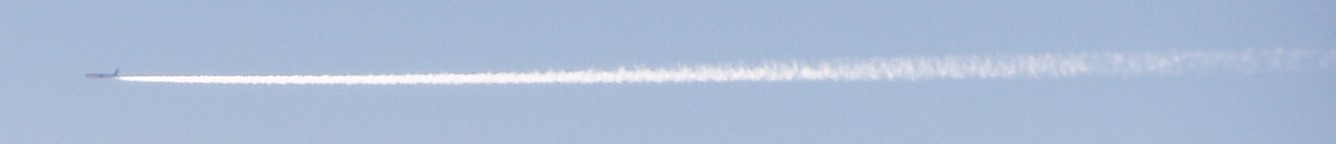
Avion à réaction avec sa traînée de condensation

## Historique

### Les pionniers

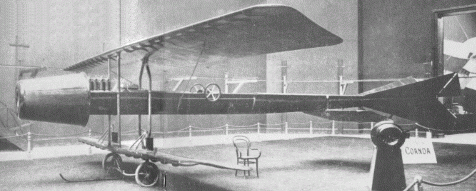
L'avion de Henri Coandă.

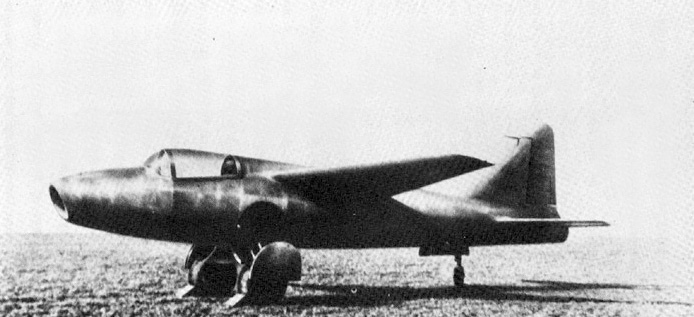
Le Heinkel He 178.

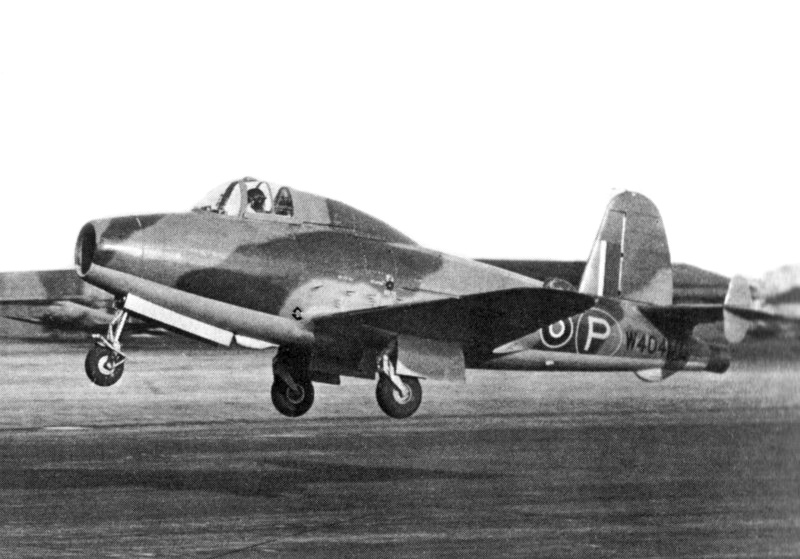
Le Gloster E.28/39, premier avion à réaction britannique, réacteur Power Jets W.2/700.

En 1910, l'ingénieur roumain Henri Coandă présente un avion équipé d'un moteur à réaction. Le premier vol est très bref et se termine par le crash de l'appareil.
L'idée de propulser un avion par un statoréacteur est exposée dès 1913 (voire 1908 suivant certaines sources) par l'ingénieur français René Lorin. Le passage à la pratique n'est cependant pas possible à cette époque, en raison de la vitesse minimale à atteindre.
Le 16 janvier 1930, l'Anglais Frank Whittle dépose le premier le brevet du réacteur. Durant les années 1930, les principales puissances européennes travaillent sur le sujet : citons René Leduc en France, Secondo Campini en Italie, Hans von Ohain en Allemagne et Archip Lyulka en Russie.
Le 12 avril 1937 a lieu le premier essai au banc de la Whittle Unit de Frank Whittle. De son côté, Hans von Ohain réalise plusieurs prototypes en 1937 et 1938. Ses travaux sont financés par la société Heinkel, qui lui permet en juillet 1939 d'installer un réacteur sous le ventre d'un avion He 118 pour les premiers essais en vol. Le décollage et l'atterrissage se font avec le moteur à pistons classique, le réacteur n'étant allumé qu'une fois en vol.
En parallèle, est conçu le premier véritable avion à réaction, le Heinkel He 178, qui décolle pour la première fois le 27 août 1939 aux mains de Erich Warsitz qui devient dès lors le premier homme au monde à piloter un jet. Dès Mai 1939, Heinkel avait demandé à  l'inventeur, M. Hahn, de déposer un brevet aux États-Unis pour une turbine à reaction du même type que celui qui sera monté sur le Heinkel 178, brevet qui sera enregistré en Septembre 1941 sous le nom de《 Aircraft power plant 》et le nº US2256198.
Le Heinkel He 178 sera suivi exactement un an plus tard, soit le 27 août 1940, par le premier vol du prototype italien, le Campini-Caproni C.C.2.
Au Royaume-Uni, il faudra attendre le 15 mai 1941 pour voir le premier vol du Gloster E.28/39 propulsé par le réacteur W.2/700 conçu par Frank Whittle.

### Les premiers avions opérationnels
Alors que les militaires restent divisés sur l'adoption du moteur à réaction, le contexte de la Seconde Guerre mondiale entraîne finalement la poursuite des travaux : il s'agit en effet d'une part de ne pas se laisser distancer technologiquement, mais aussi de développer des avions plus performants.
A cause en particulier de la difficulté de mise au point des réacteurs, peu d'avions à réaction sont réellement engagés avant la fin des combats. Le plus connu et le plus produit est le Messerschmitt Me 262 allemand, même si le premier du genre est en fait le Arado Ar 234. De leur côté, les britanniques déploient quelques Gloster Meteor. Les autres avions comme le Heinkel He 162 allemand, le De Havilland Vampire britannique ou le Lockheed P-80 Shooting Star américain arrivent trop tard.
L'invasion finale de l'Allemagne permet aux forces alliées notamment à l’Armée rouge de mettre la main sur les plans et les moteurs allemands, alors nettement en avance. De plus, le Royaume-Uni accepte de fournir les moteurs qu'il avait développés, notamment le Rolls-Royce Nene. Grâce à cela, les États-Unis et l'Union soviétique peuvent rattraper leur retard. Ainsi, les 3 premiers avions de chasse soviétiques font leur premier vol en 1946 et deux d'entre eux seront mis en service : le MIG-9 et le Yak-15. De leur côté, les États-Unis développent et construisent en masse le F-84 Thunderjet (premier vol en février 1946).
Héritière d'une longue tradition aéronautique mais nettement en retard à cause de l'occupation allemande durant la guerre, la France fait voler son premier avion à réaction (le SO.6000 Triton) le 11 novembre 1946 et son premier avion avec un réacteur français (le Fouga CM.8.R.13 Cyclone) le 14 juillet 1949. Les divers projets, notamment ceux de René Leduc, seront cependant rapidement abandonnés, et il faudra attendre 1952 pour que soit mis en service un avion à réaction de conception nationale : le Dassault Ouragan.

### La course aux performances

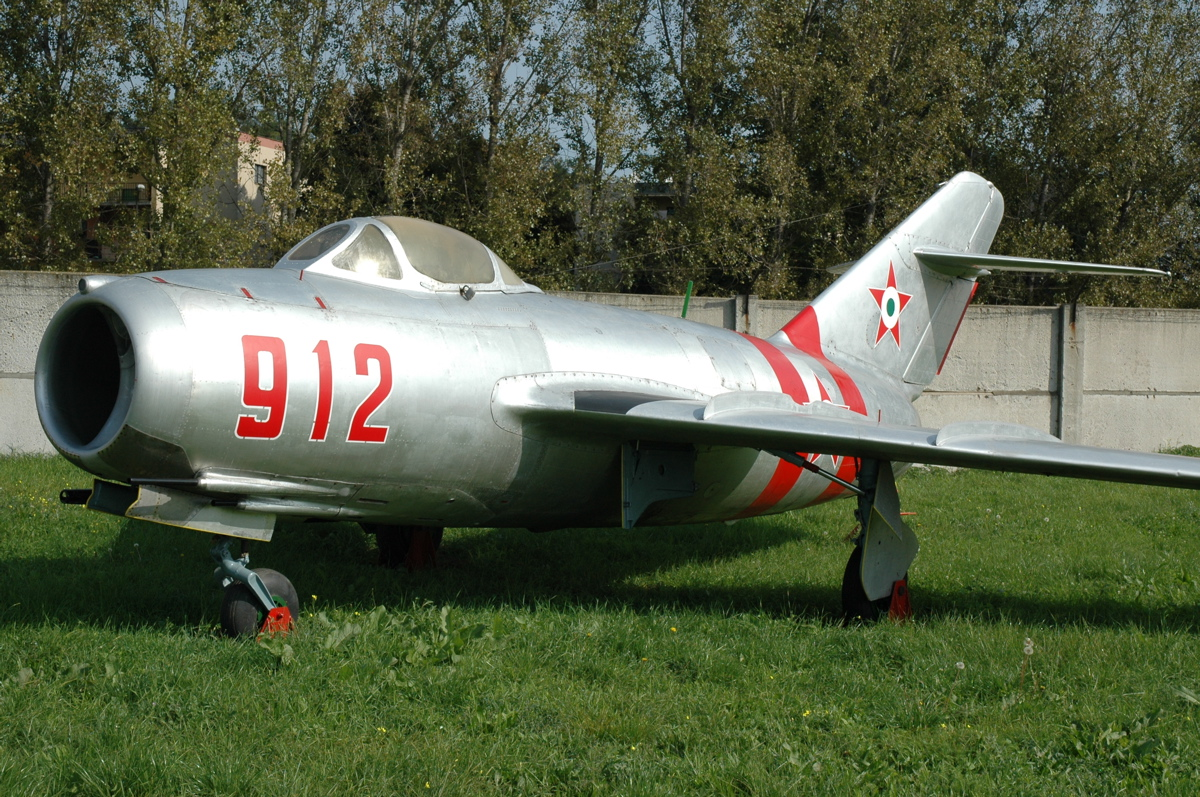
Un MiG-15 hongrois

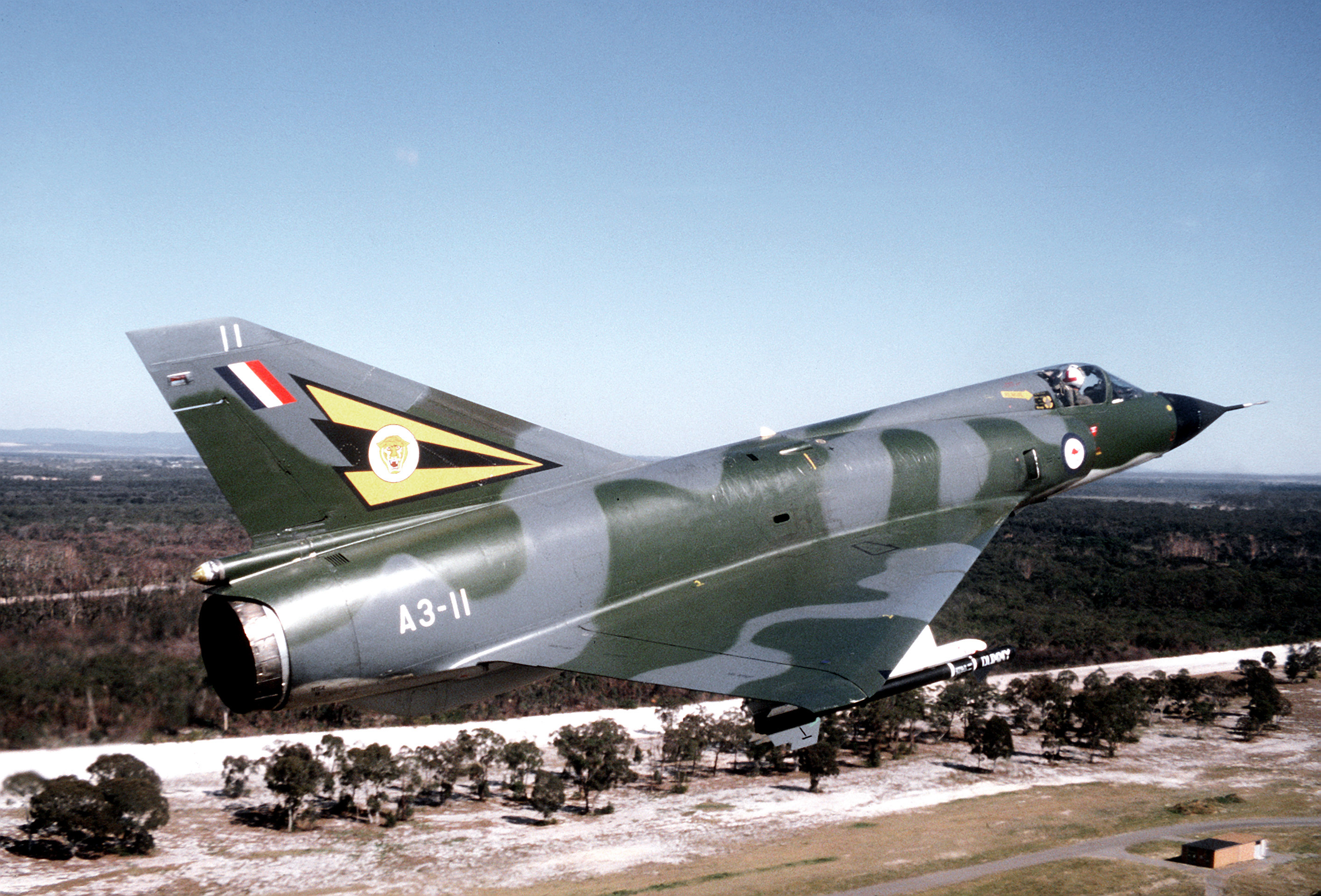
Un Mirage III australien

La guerre de Corée voit les premiers affrontements entre avions à réaction : l'affrontement entre les F-86 Sabre américains et les MIG-15 soviétiques est un épisode célèbre de l'histoire du combat aérien. Dans le domaine militaire, la propulsion à réaction s'impose définitivement durant les années 1950, d'autant que des moteurs de plus en plus fiables et performants sont développés et que la postcombustion fait son apparition.
Associé aux progrès en aérodynamique, ceci permet de développer les premiers avions capables de dépasser le mur du son en vol horizontal :
- le F-100 Super Sabre (États-Unis, en service à partir de 1953) ;
- le Mikoyan-Gourevitch MiG-19 Farmer (URSS, en service à partir de 1955) ;

rapidement suivis par des avions capables de voler à plus de Mach 2 :
- le Lockheed F-104 Starfighter (États-Unis, en service à partir de 1958) ;
- le Mikoyan-Gourevitch MiG-21 (URSS, en service à partir de 1959) ;
- le English Electric Lightning (Royaume-Uni, en service à partir de 1961) ;
- le Dassault Mirage III (France, en service à partir de fin 1961).

### Le domaine civil

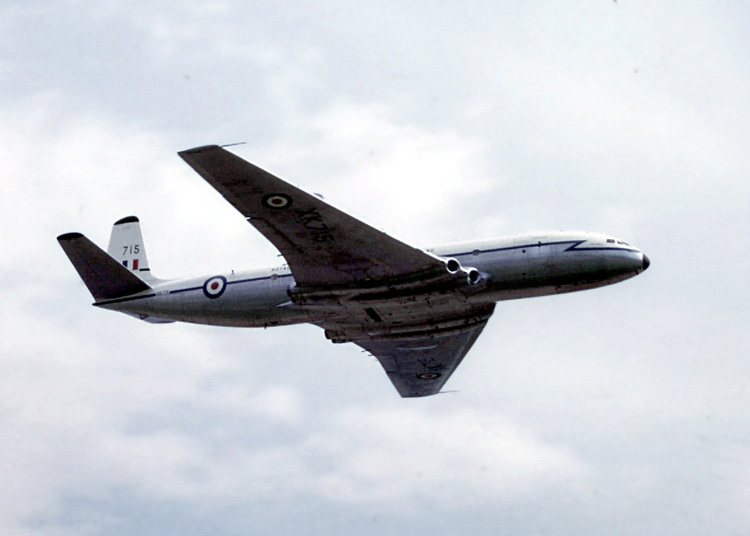
Le Comet DH 106, premier avion à réaction civil

Les avions à réaction civils, destinés au transport de passagers, apparaissent dans les années 1950. L'adoption du moteur à réaction permet de doubler la vitesse de croisière par rapport à un avion classique, et devient un argument commercial pour les compagnies aériennes.
Le 6 avril 1948, un Vickers VC.1 Viking sur lequel les moteurs à pistons ont été remplacés par deux réacteurs Rolls-Royce Nene fait son premier vol. Aucune suite ne sera cependant donnée à ce projet, de sorte que le premier avion de transport civil à réaction reste le De Havilland Comet, qui effectue son vol inaugural le 27 juillet 1949 et sera mis en service en janvier 1952. Ce premier vol du Comet a lieu 13 jours avant celui du projet canadien du Avro Jetliner, qui sera finalement abandonné.
Le Comet est rapidement victime d'accidents dus à un manque de résistance de la structure, ce qui entraine une interdiction de vol dès 1955. Boeing en profite pour imposer son Boeing 707, premier avion à réaction civil américain (mis en service en 1958), suivi de peu par le Douglas DC-8. La propulsion à réaction finit par se généraliser au cours des années 1960 sur les vols moyen ou long courrier, et est également utilisée pour les avions d'affaires.
Au milieu des années 1970 sont mis en service les deux seuls avions de ligne supersoniques au monde : le Concorde et le Tupolev Tu-144. À la différence du domaine militaire, ce type d'avion restera marginal pour le transport de passagers.